# Juan Bielovucic

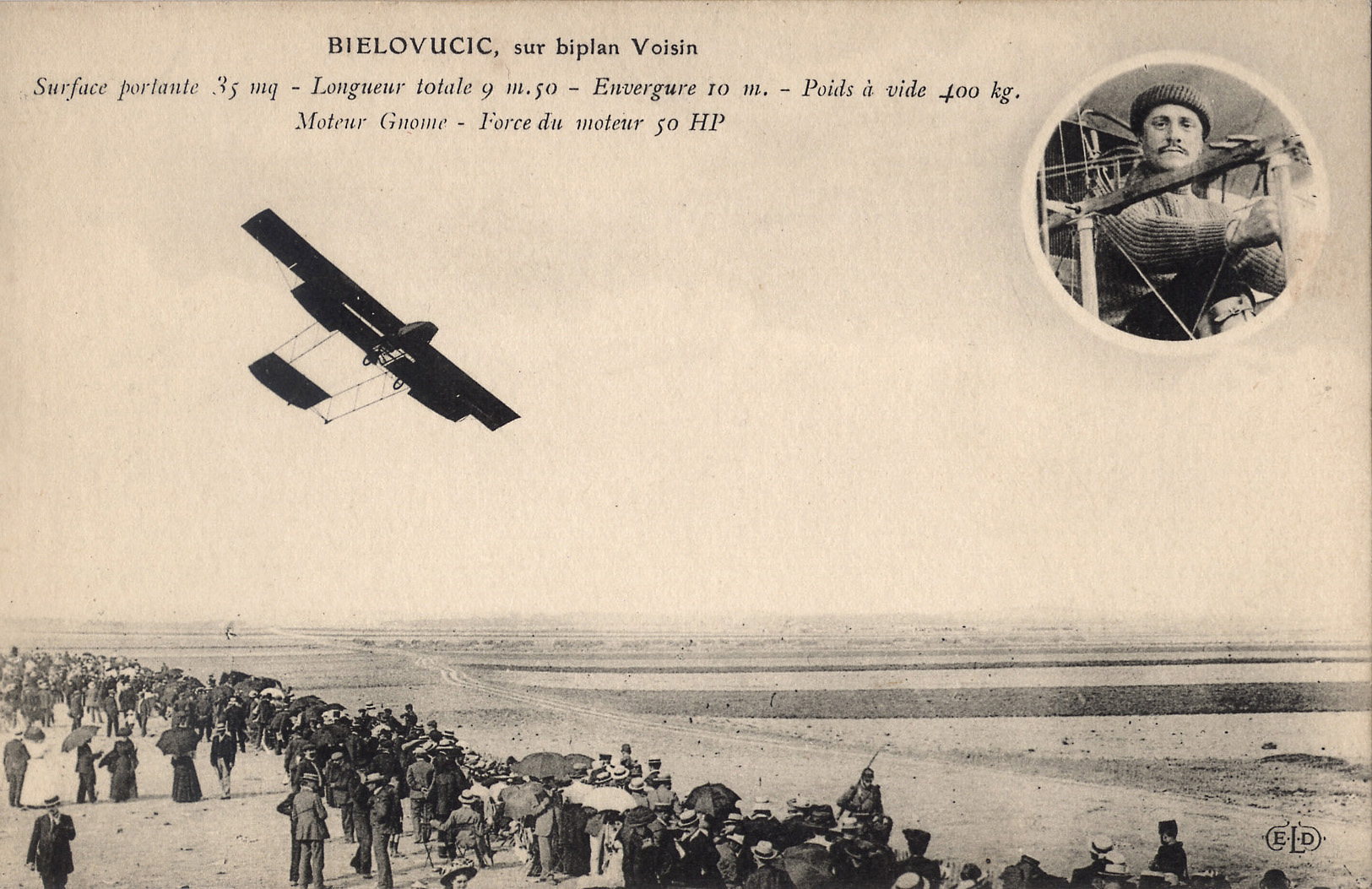
Jean Bielovucic - Voisin biplane

Juan Bielovucic Cavalié (Lima, 30 de julio de 1889-París, 14 de enero de 1949) fue un aviador peruano. Fue uno de los pioneros de la aviación mundial y es reconocido en el Perú como un héroe aéreo.

## Biografía
Fue hijo de Juan Miguel Bielovucic, un comerciante de ascendencia croata asentado en Lima y de Adriana Cavalié Le Bihan, una peruana de ascendencia francesa.[cita requerida] Era todavía niño cuando su padre enfermó; en busca de un tratamiento médico adecuado, toda la familia se trasladó a Europa, a la ciudad de Dubrovnik. Fallecido el padre, su viuda y sus hijos quedaron desamparados, por lo que decidieron trasladarse a Francia. 
Juan siguió estudios en el Liceo Jeanson de Sailly, en París, logrando un bachillerato de Filosofía. Practicó diversos deportes, pasando por las carreras pedestres, el ciclismo, el motociclismo, hasta llegar a la aviación. Se contó entre los pioneros de esta naciente actividad, obteniendo el brevete N.º 87. Hizo diversas pruebas con un biplano Voisin y desempeñó un papel importante en el desarrollo de la aviación deportiva y de transporte. En 1910 ganó una carrera aérea con escalas, entre Burdeos y París.
El 8 de enero de 1911 arribó a Lima, trayendo dos máquinas, una Voisin y una Farman, con la que hizo unas exhibiciones de vuelo que fueron las primeras, no solo del Perú, sino de Sudamérica. Su primera demostración la hizo el 15 de enero de 1911, a bordo de su Voisin, en el hipódromo de Santa Beatriz (actual Campo de Marte), elevándose hasta 40 m de altura, con una duración de un minuto, ante el deleite de miles de espectadores y personalidades políticas, como el presidente Augusto Leguía. Poco después, el 29 de enero, voló de Lima a Ancón en su monoplano Farman, demorando 58 minutos. Luego se dedicó a realizar vuelos de instrucción a oficiales y civiles. Se le otorgó el grado de alférez.
En 1912 volvió a Francia, donde participó en diversas competencias. En una de ellas ascendió a 1000 m de altura sólo en 2 minutos y 29 segundos, marcando un récord mundial. Pero su meta ansiada era cruzar los Alpes, para repetir y rematar la hazaña de otro aviador peruano, Jorge Chávez, quien había fallecido realizando tal proeza en 1910. Para tal efecto, Bielovucic, a bordo de un monoplano Henriot de tipo militar, se remontó a más de 3.000 m de altura y recorrió 25 km, desde Brig hasta Domodossola. El 25 de enero de 1913 aterrizó ante el monumento erigido a la memoria de Chávez, donde colocó una ofrenda floral. 
Al estallar la Primera Guerra Mundial, se unió como voluntario al cuerpo de aviación francesa. Realizó temerarios vuelos de reconocimiento sobre las líneas enemigas. Resultó herido en la batalla de Yser y se dedicó a formar pilotos en la Escuela de Aviación de Reims. Fue condecorado con la Legión de Honor, a título militar, y con la Cruz de Guerra con palma, con tres citaciones, siendo el primer extranjero al que se le concedió este honor.
Firmada la paz en 1919, permaneció en Francia, dedicado a la aviación y al automovilismo. Ocasionalmente, volvió al Perú, en 1930, 1938 y 1947. Durante la Segunda Guerra Mundial colaboró con la Resistencia francesa, haciendo valiosos donativos para dicha causa. Falleció en el hospital de Chaillot, en París a principios de 1949. Su funeral se celebró en la iglesia de San Pedro en Neuilly-sur-Seine, siendo después su cuerpo depositado en la cripta, posteriormente el 18 de enero de 1951, fue trasladado al cementerio nuevo también en Neuilly-sur-Seine, siendo enterrado ahí junto a su madre.